# Clóvis Beviláqua
Clóvis Beviláqua (Viçosa do Ceará, 4 de outubro de 1859 — Rio de Janeiro, 26 de julho de 1944) foi um jurista, legislador, filósofo, literato e historiador brasileiro, além de um dos responsáveis pela elaboração do Código Civil de 1916.

## Vida Profissional
Estudou na Faculdade de Direito do Recife (1878-1882). Dentre várias carreiras jurídicas atuou como promotor público, membro da Assembleia Constituinte do Ceará, secretário de Estado, consultor jurídico do Ministério do Exterior. Foi um dos fundadores da Academia Brasileira de Letras e membro do Instituto Histórico e Geográfico.
Em 1883 publicou no Recife A filosofia positivista no Brasil, declarando-se um "monista evolucionista", formando, com outros da Escola do Recife, a corrente estritamente científica do positivismo, contra a tendência mística e religiosa, então forte no Brasil. Neste livro faz menção à transformação do positivismo em evolucionismo no norte do país, onde se começava a buscar inspiração mais em Spencer e em Haeckel do que em Comte, enquanto que no sul aquela filosofia se mantinha ainda ortodoxa. Também se encontra colaboração da sua autoria na Revista de Estudos Livres (1883-1886) dirigida por Teófilo Braga, principal impulsionador do positivismo em Portugal.

## Magnum opus

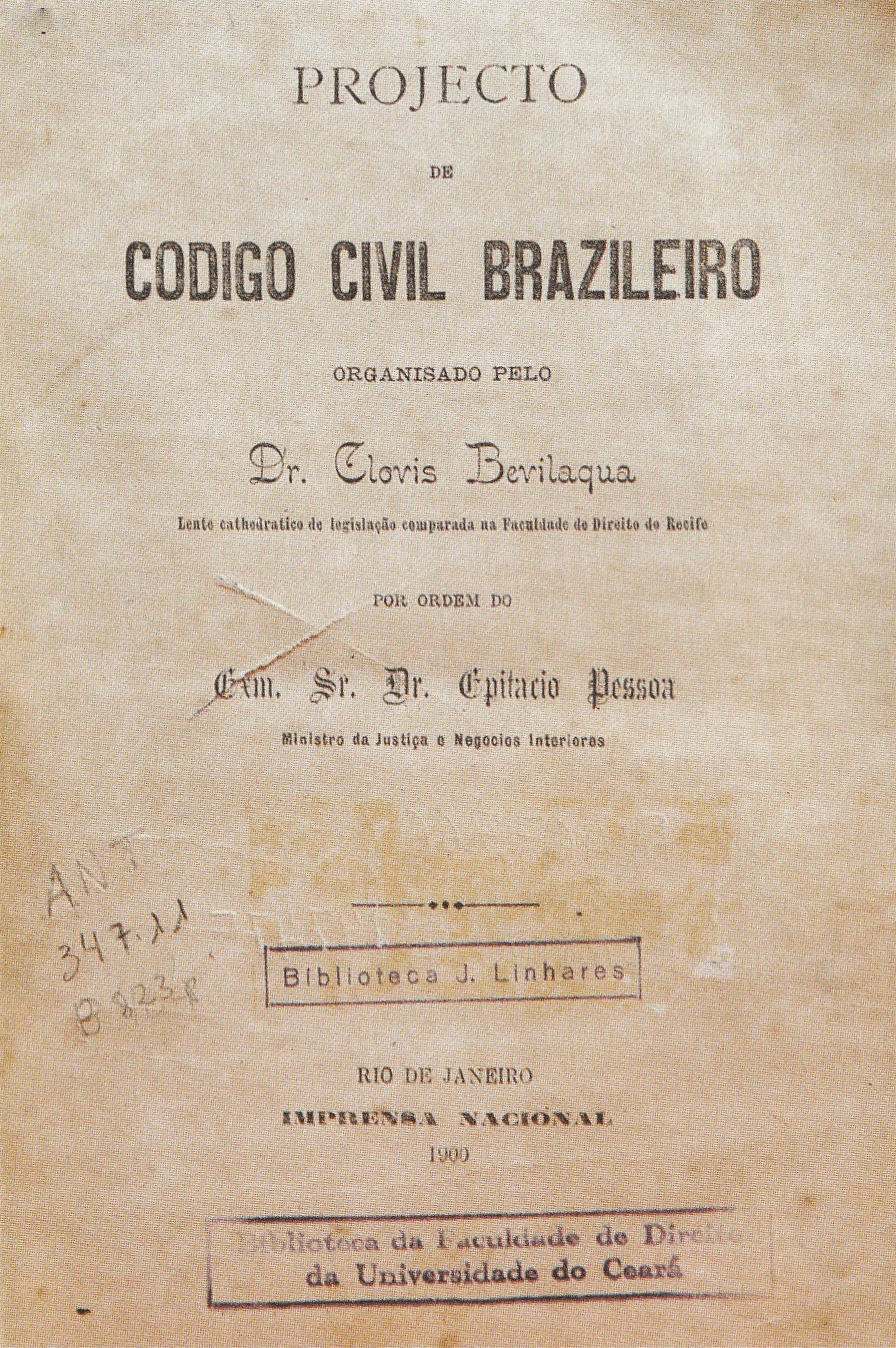
Projeto do Código Civil Brasileiro, em edição de 1900, elaborado por Beviláqua por solicitação do então Ministro da Justiça, Epitácio Pessoa.

No dizer do Prof. Dr. Marco Antonio Azkoul: "Justiça seja feita! Não podemos esquecer do grande jurista baiano Augusto Teixeira de Freitas (1818-1886) a quem tributamos a feitura da Consolidação das Leis Civis Brasileiras, em 1858, bem como do Esboço do Código Civil Brasileiro por encomenda do Imperador D. Pedro II por meio do Decreto de 11 de janeiro de 1859, anteriormente aos trabalhos do eminente Clóvis Beviláqua nesse sentido. Aliás, graças aos feitos de valores inestimáveis de Augusto Teixeira de Freitas, inspirou-se posteriores trabalhos, quer no Brasil, quer no exterior, tal como resultou no Brasil o Código Civil de 1916 de Clóvis Beviláqua".
Foi o autor do projeto do Código Civil brasileiro em 1901, quando o ministro da Justiça era o jurista e futuro presidente da República Epitácio Pessoa. O Código só foi promulgado mais tarde, em 1916, e vigorou até o advento da Lei 10 406, de 10 de janeiro de 2002, que entrou em vigor em 11 de janeiro de 2003.
Sua herma na Praça Paris é obra do escultor Honório Peçanha.

## Biografia
O jurista, filósofo, historiador e literato Clóvis Beviláqua nasceu na então Viçosa, hoje Viçosa do Ceará, filho do padre José Beviláqua com Martiniana Maria de Jesus e neto do comerciante italiano Angelus Cornelius Bevilacqua com Ana Luísa Teófilo Gaspar de Oliveira. Passou a infância na cidade natal, onde fez o curso primário. Aos dez anos seu pai o enviou à Sobral para receber melhor educação àquela ministrada em seu torrão. Seguiu depois para Fortaleza, continuando os estudos no Ateneu Cearense e no Liceu do Ceará.

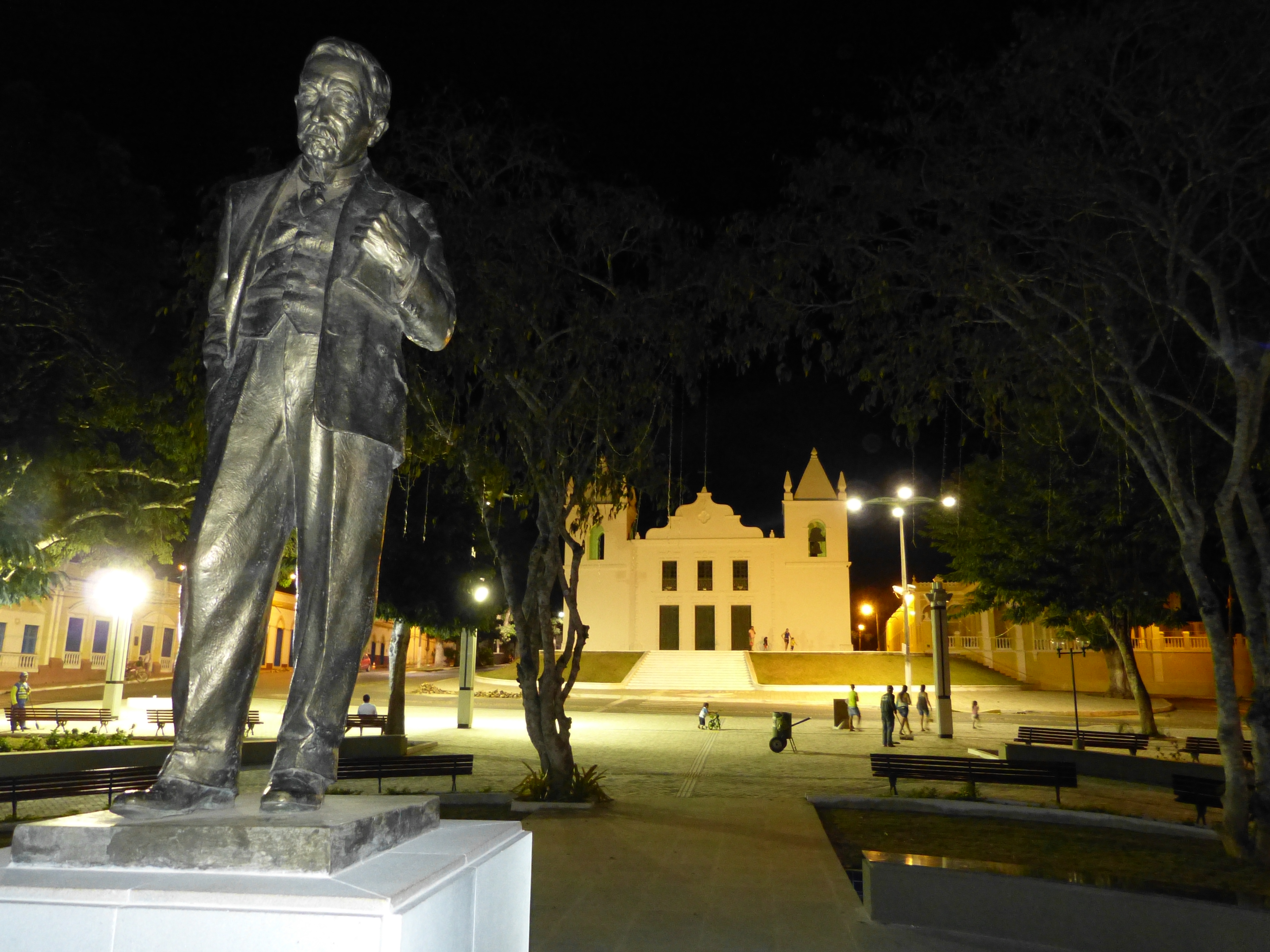
Estátua de Clóvis Beviláqua, localizada na Praça que o homenageia em Viçosa do Ceará, sua cidade natal.

Em 1876 embarcou para o Rio de Janeiro, objetivando ultimar os preparatórios no Externato Jasper e no Colégio de São Bento, do Mosteiro de São Bento. Nesse período, então com dezessete anos, dá início às suas atividades de homem das Letras, fundando com Paula Ney e Silva Jardim, o jornal "Laborum Literarium". Em 1878 viajou para Recife, matriculando-se no curso de direito. Graduou advogado bacharel em 1882. Nesta cidade teve uma vida acadêmica bastante intensa, ligando-se ao grupo de jovens responsáveis pela chamada "Escola do Recife", mobilizando o ambiente intelectual da época. Seguidor dos ideais positivistas na Filosofia, participou da Academia Francesa do Ceará, ao lado de Capistrano de Abreu, Rocha Lima e outros. Através de concurso público, em 1889, passou a lecionar filosofia no Curso Anexo da Faculdade de direito de Recife e, logo após, tornou-se responsável pela cátedra da Legislação Comparada. Casou nessa cidade em 1884 com a pernambucana Amélia de Freitas.
Clóvis Beviláqua colaborou em diversos jornais e revistas (Revista Contemporânea, do Recife, Revista Brasileira, do Rio), e, em O Pão, publicação do movimento literário Padaria Espiritual do Ceará. Em 1894, publicou "Frases e Fantasias", dez escritos de ficção e reflexões pessoais.
O casal muda-se para um casarão na Tijuca, no Rio de Janeiro. Em 1930 sua mulher, Amélia de Freitas Beviláqua, apresenta-se como candidata à cadeira 22 da Academia Brasileira de Letras, do qual Clóvis já era membro. A proposta foi analisada pelos seus pares, que resolveram interpretar o estatuto da academia, que excluía mulheres naquela época. Clóvis e sua esposa ficaram ressentidos da posição de seus colegas e depois deste fato o jurista e escritor nunca mais retornou à ABL.
Clóvis e Amélia tiveram duas filhas: Dóris e Floriza. Amélia controlava as filhas, pois não queria ser avó cedo. No entanto, Floriza fugiu com um jardineiro do casarão. Retornou mais tarde, abandonada sozinha com duas filhas pequenas, Velêda e Vitória. Clóvis registrou as netas como filhas dele e Amélia. A filha mais velha de Clóvis, Dóris, só casou-se quando a mãe Amélia já tinha falecido. O marido era o primo cearense, Humberto, que fora para a casa do tio jurista estudar e por lá ficou até morrer. Devido à idade avançada Dóris e Humberto não tiveram filhos.

### O respeitado autor de um reputado Código

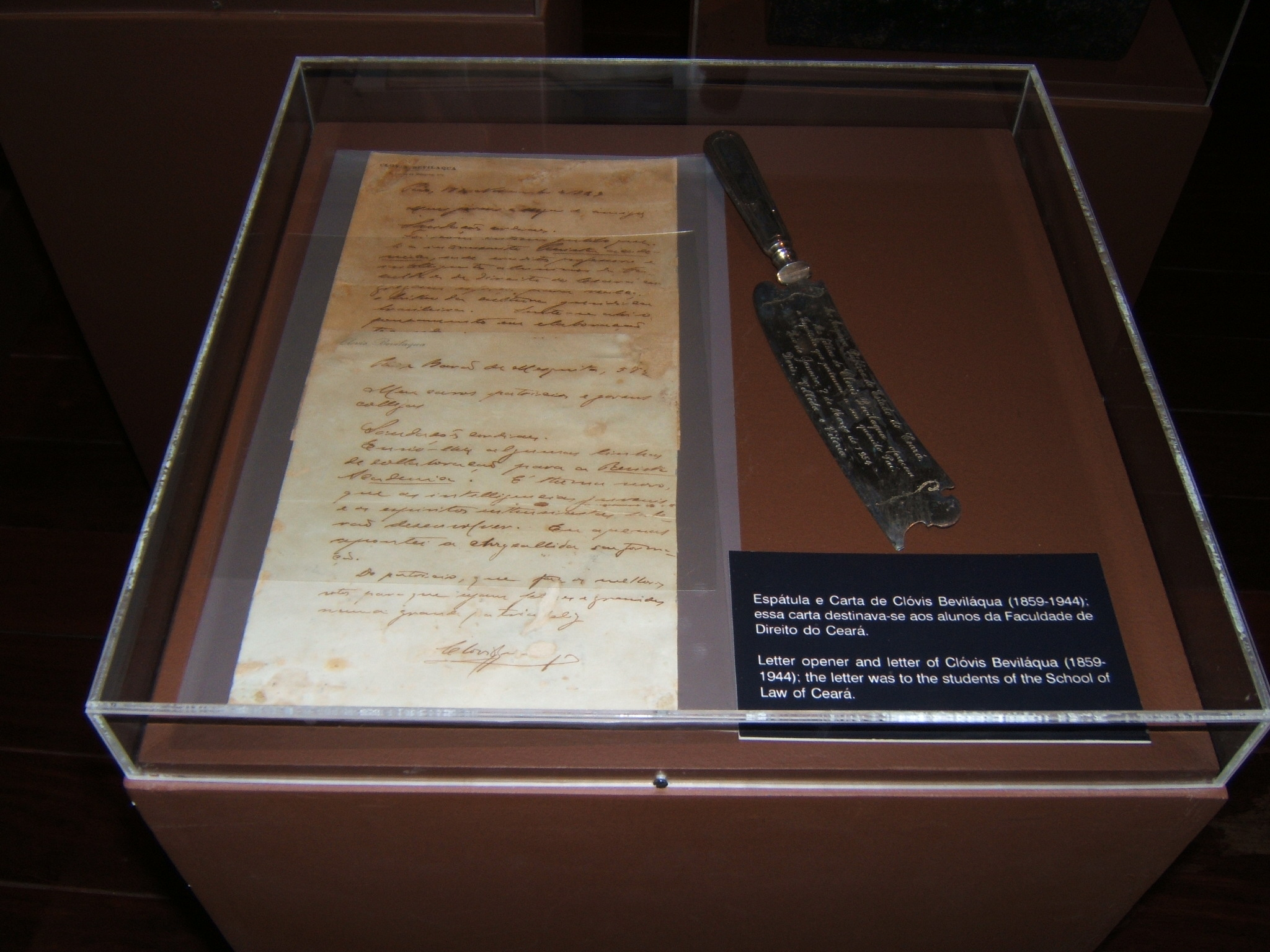
Espátula para abrir cartas que pertenceu a Clóvis Beviláqua e uma carta que ele enviou para os estudantes de direito da Universidade do Ceará.

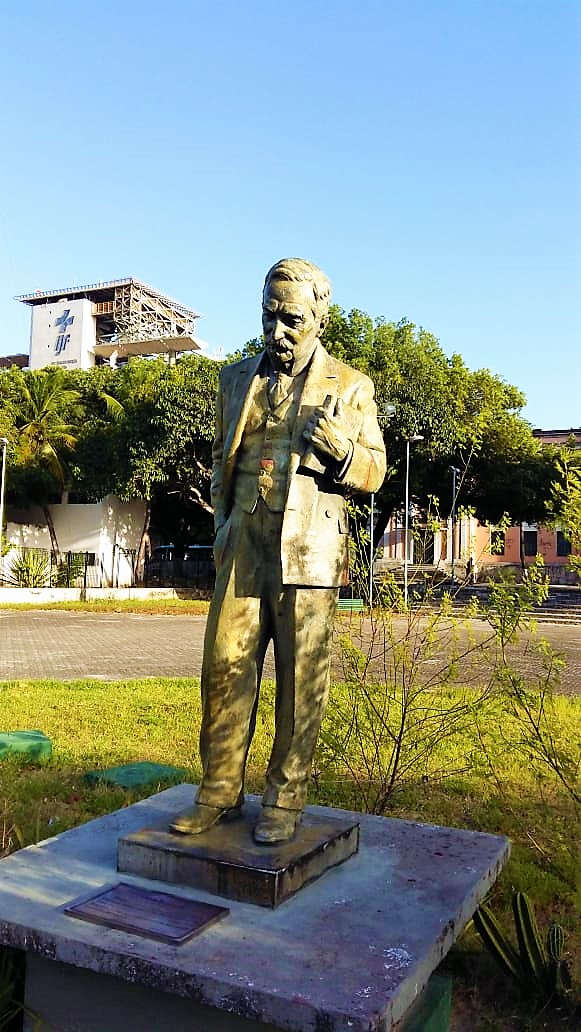
Estátua que homenageia Beviláqua numa praça em Fortaleza.

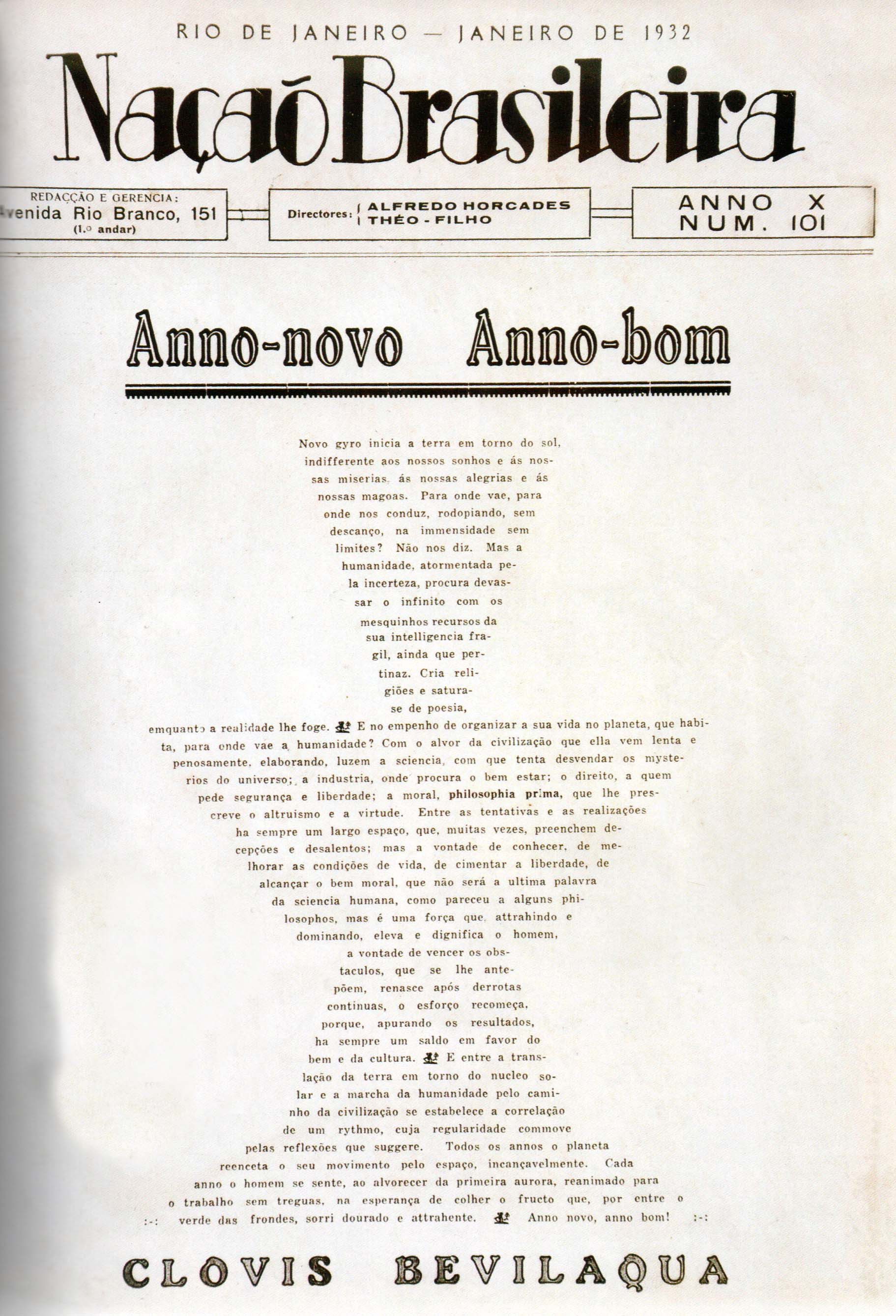
Poesia em texto gráfico de Clóvis Beviláqua na edição de janeiro de 1932 da revista Nação Brasileira (Acervos: Biblioteca Nacional).

Professor dos mais respeitados, crítico literário com vários ensaios publicados e uma produção na área jurídica das mais sólidas, principalmente em livros de Direito Civil e Legislação Comparada, Clóvis Beviláqua era conhecido e respeitado nacionalmente quando foi convocado para ser sócio fundador da Academia Brasileira de Letras, ocupando a cadeira catorze, cujo patrono era Franklin Távora. Essas mesmas condições levaram-no a ser chamado, em 1899, pelo então Ministro da Justiça do governo de Campos Sales, Epitácio Pessoa, para escrever o projeto do Código Civil Brasileiro. Clóvis redigiu o projeto, de próprio punho, em apenas seis meses, porém o Congresso Nacional precisou de mais de quinze anos para que fossem feitas as devidas análises e emendas. Sendo promulgado em 1916, passando a vigorar a partir de 1917 (apenas recentemente substituído pela lei 10 406 de 10 de janeiro de 2002), pode-se afirmar que o Código Civil Brasileiro imortalizou Clóvis Beviláqua no cenário jurídico e intelectual.

### No Ministério das Relações Exteriores
Foi nomeado, em 1906, Consultor Jurídico do Ministério das Relações Exteriores, cargo que ocupou até 1934, quando foi aposentado compulsoriamente. É interessante observar que em todo o tempo em que desempenhou a função de Consultor Jurídico do Ministério das Relações Exteriores não viajou ao exterior em nenhuma ocasião. Sua aposentadoria foi compulsória em razão da idade,  imposta pela Constituição de 1934. Seu sucessor no cargo foi o jurista e escritor Gilberto Amado. É patrono da Academia Cearense de Letras e da Academia Sobralense de Estudos e Letras.

## Atuação política

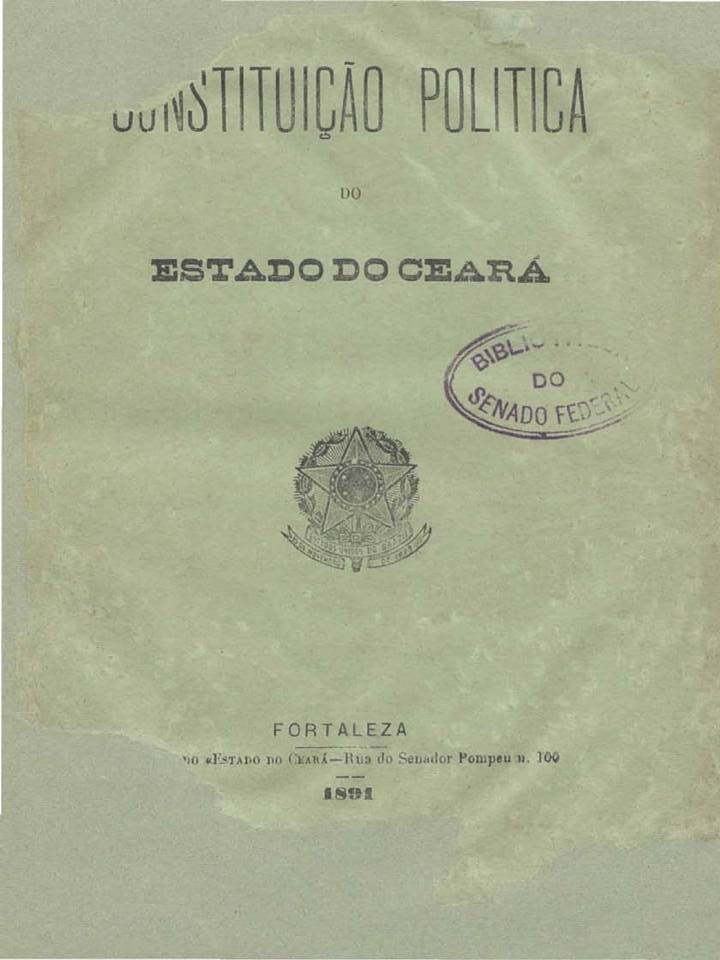
Beviláqua foi deputado no Congresso Estadual Constituinte que elaborou e promulgou a primeira Constituição Política do Estado do Ceará, em 1891.

Beviláqua foi deputado no Congresso Constituinte do Estado do Ceará que elaborou e promulgou a Constituição Política do Estado do Ceará de 1891. Antes, de 26 de janeiro a 10 de maio de 1890, foi secretário de governo do Estado do Piauí na gestão do presidente Gregório Taumaturgo de Azevedo.

## Obras
- 1882 Emile Littré
- 1882 Esboço sintético do movimento romântico brasileiro
- 1883 Estudos de direito e economia política
- 1888 Conceito antigo e moderno da Metafísica
- 1888 Épocas e individualidades: estudos literários
- 1893 Lições de legislação comparada sobre o Direito Privado
- 1894 Frases e fantasias
- 1895 A concepção de sociologia de Gumplowicz
- 1896 Direito de Família
- 1896 Direito das Obrigações
- 1896 Criminologia e direito
- 1897 Juristas philosophos
- 1899 Esboços e fragmentos
- 1899 Direito das Sucessões
- 1905 Silvio Romero
- 1906 Princípios elementares de direito internacional privado
- 1906 Em defeza do projeto de código civil brasileiro
- 1908 Teoria Geral do Direito Civil
- 1911 Direito Público Internacional
- 1916 Estudos jurídicos: historia, philosophia e critica
- 1916 Código Civil dos Estados Unidos do Brasil Comentado (6 vols)
- 1921 Projet d'organisation d'une cour permanente de justice internationale
- 1927 Historia da Faculdade de Direito do Recife
- 1930 Linhas e perfís jurídicos
- 1930 Direito internacional brasileiro: conferência
- 1937 Revivendo o passado: fíguras e datas
- 1937 O stereografo: estudo de crítica genética
- 1939 Opúsculos
- 1942 Direito das Coisas
- 1941 Execução de um julgado: pareceres dos jurisconsultos
- Soluções práticas de direito.

## Ver também

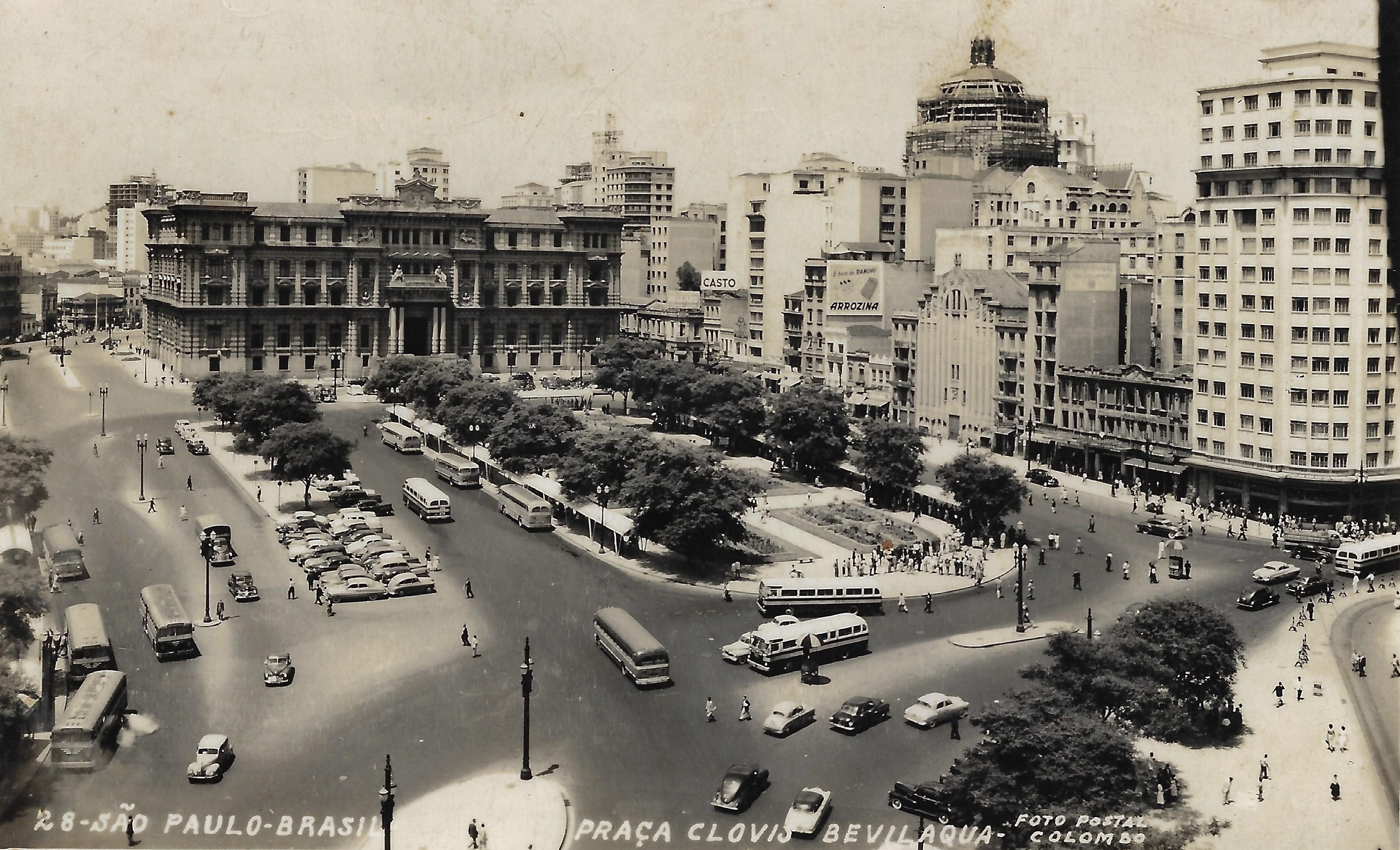
Vista da Praça Clóvis Beviláqua, São Paulo, em 1951 (foto postal Colombo).